# Onychiurus halophilus
Onychiurus halophilus is een springstaartensoort uit de familie van de Onychiuridae. De wetenschappelijke naam van de soort is voor het eerst geldig gepubliceerd door Bagnall.